# Farrokh Ghaffari
Farrokh Ghaffari (en farsi فرخ غفاری Teherán, 25 de febrero de 1921 - París, 17 de diciembre de 2006) fue un director, actor, autor y crítico de cine iraní. Junto con Ebrahim Golestan y Fereydoun Rahnema fue uno de los fundadores del movimiento cinematográfico iraní de la Nueva Ola. Al establecer la primera Sociedad Nacional de Cine Iraní en 1949 en el Museo Iraní de Bastan y organizar la primera Semana de Cine durante la cual se exhibieron películas inglesas, Ghaffari sentó las bases para la producción de películas alternativas y no comerciales en Irán.

## Biografía
Ghaffari nació en Teherán, pero se educó en Bélgica y en la Universidad de Grenoble en Francia.
En 1958, Ghaffari realizó una de las primeras películas neorrealistas del cine iraní, Jonoub-e Shahr (Sur de la ciudad). Debido a su representación de la pobreza de la clase obrera, la película fue prohibida por el gobierno de Mohammad Reza Pahleví, que temía que la Unión Soviética la utilizara como herramienta de propaganda para mostrar la difícil situación económica de las clases bajas de Irán.
En 1963 se estrenó finalmente una versión fuertemente editada de la película titulada Reghabat Dar Shahr (Rivalidad urbana). En 1964 produjo y dirigió su próxima película, Shab-e Quzi (La noche del jorobado). Basada en la célebre recopilación medieval Las Mil y una Noches, la película fue ambientada originalmente durante la época del Califa Harun al-Rashid, pero fue cambiada a la época contemporánea debido a las objeciones de la censura. Shab-e Quzi es una comedia negra sobre contrabandistas que intentan esconder el cuerpo de un jorobado muerto que aparece en la puerta de su casa. La película, protagonizada por el propio Ghaffari y Mohammad-Ali Keshavarz representa su debut cinematográfico.
Ghaffari trabajó para la Televisión Nacional Iraní durante este tiempo. En 1975 estrenó su última película, Zanbourak (El cañón rodante), protagonizada por Parviz Sayyad y Shahnaz Tehrani. En 1979, con la explosión de la Revolución de Irán, Ghaffari se trasladó a París, donde trabajó como crítico de cine para la revista Positif. Vivió en el exilio en la capital francesa hasta su muerte, el 17 de diciembre de 2006.

## Filmografía

### Largometrajes
- 1958: Jonoub-e Shahr (Sur de la ciudad)
- 1960 ArusKodumeh? (¿Quién es la novia?)
- 1965: Shab-e Quzi (La noche del jorobado)
- 1975: Zanbourak (El cañón rodante)

### Documentales
- Siman-eTehran Norouzeman (Nuestro nuevo año)
- Daryaye Pars (Golfo Pérsico)
- Zendegi Naft (Aceite y vida)
- Vezarat Sanaye Va Maaden (Ministerio de Industria y Minas)